# Hu Hsien-Hsu
Hu Hsien-Hsu, född den 24 maj 1894 i Nanchang, död den 16 juli 1968 i Peking, var en kinesisk botaniker som grundade växttaxonomin i Kina och var en pionjär inom landets botaniska forskning.
Auktorsnamnet Hu kan användas för Hu Hsien-Hsu i samband med ett vetenskapligt namn inom botaniken; se Wikipediaartiklar som länkar till auktorsnamnet.